# Pierre Joseph de Ligniville
Pierre Joseph de Ligniville, né le 19 février 1782 à Boulay (province de Lorraine) et mort 19 décembre 1840 à Nantes,  était un militaire français du XIXe siècle.

## Biographie
Pierre Joseph de Ligniville s'engagea, en 1798, dans le 1er régiment de dragons, fut nommé sous-lieutenant par le Premier Consul sur le champ de bataille de Marengo, où il avait été gravement blessé. Devenu chef d'escadron et aide-de-camp des généraux Clarke, Beker, Masséna, il assista près d'eux à toutes les batailles de la Grande Armée. Il suivit Masséna au Portugal en 1810, rentra en France après la bataille de Vitoria, conduisit son régiment (13e dragons) à Leipzig et eut l'occasion de se signaler dans le combat de Naumbourg, trois jours avant d'arriver sur le champ de bataille.
Nommé major après les journées de Leipzig, et colonel du même régiment le 6 février 1814, il fut mis en non-activité par les Bourbons. Rappelé en 1823, il fit la campagne d'Espagne comme chef d'état-major de la 2e division de dragons, et fut nommé maréchal de camp le 22 mai 1825.
Mis en disponibilité jusqu'en 1833, il commanda alors le département du Jura, et en 1837, l'inspection des troupes de la marine et des fortifications au Sénégal, à la Guyane française, à la Martinique et à la Guadeloupe.
Rentré en France en 1838, on lui confia la subdivision de la Loire-Inférieure.
Pierre Joseph de Ligniville était commandeur de la Légion d'honneur, chevalier de l'ordre militaire de Bade et de l'ordre militaire d'Espagne.

## Sources
« Pierre Joseph de Ligniville », dans Charles Mullié, Biographie des célébrités militaires des armées de terre et de mer de 1789 à 1850, 1852 [détail de l’édition]-----